# Рєчка (присілок, Кіровський район)
Рі́чка (рос. Речка) — село в Кіровському районі Ленінградської області, Росія.